# 牛腩

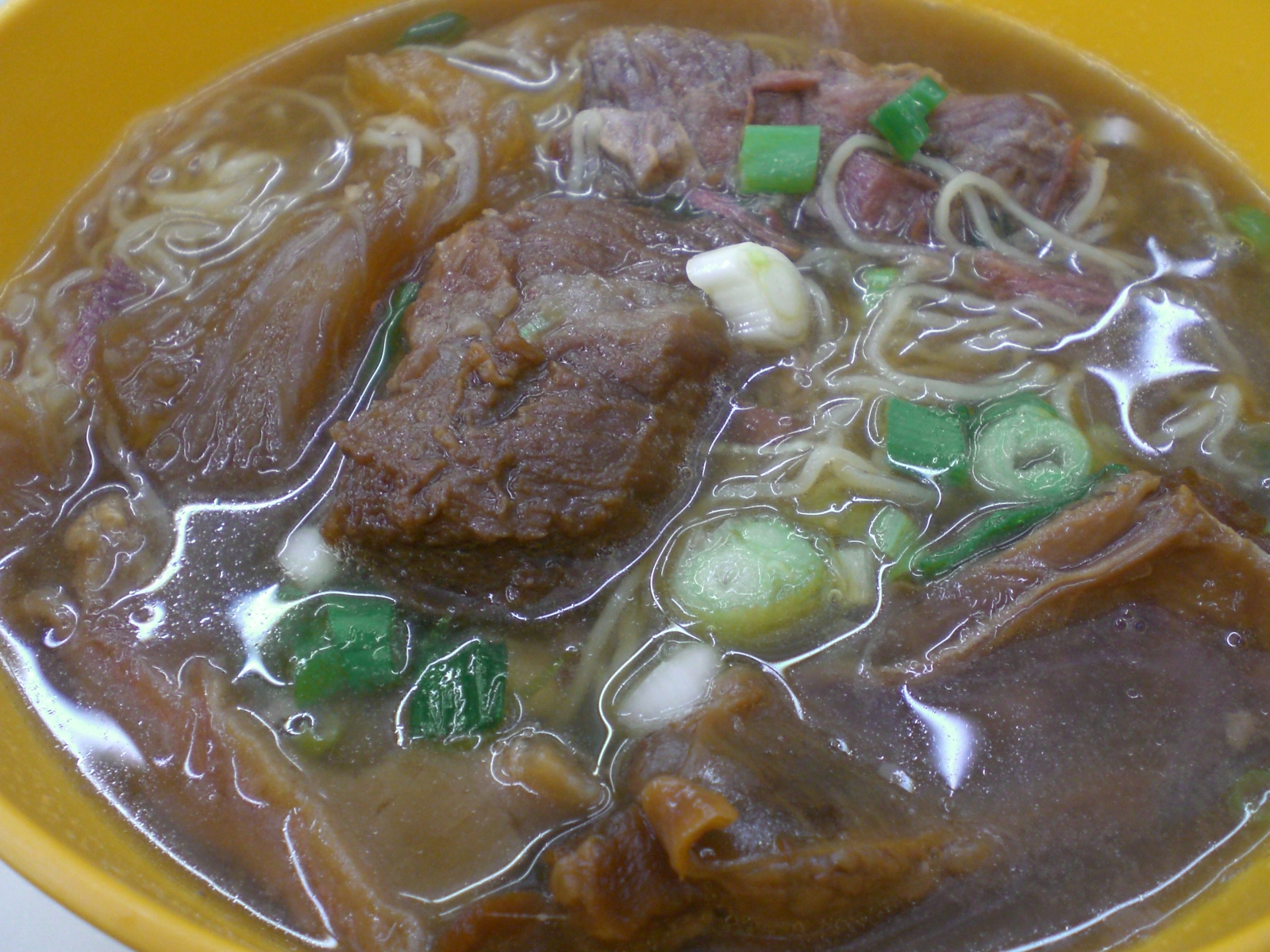

牛的美式切法

牛的英式切法

牛腩是牛腹部下的側肉，即牛腹部及靠近牛肋处的松软肌肉，切成肉塊時肉塊上還會带有筋。不過牛身上许多地方的肉都可以叫做牛腩。牛腩為廣東省及香港茶餐廳、大排檔、粉面舖、酒樓及香港快餐店店常見的食品和食材。

## 分類
牛腩可以分為牛胸腩（brisket）以及扇面牛腩等，可分為以下部位：
- 坑腩（boneless short rib，即無骨牛小排）：牛味最濃，取自牛胸前的牛小骨/肋排（short rib）或旁邊牛肋條(Finger meat)部位的的肉。
- 爽腩（skirt steak）：又叫「𧌇䖢腩」（𧌇䖢在南越語中意為蝴蝶）、「崩沙腩」或「蝴蝶腩」，是牛肚皮的腩位，位于牛的横膈膜附近，爽腩貴坑腩一半，由於有塊薄軟膠質，爽軟不硬。
- 腩底：連著坑腩近牛皮下的一塊肉，又粗又韌，很難炆。
- 腩角：爽腩和坑腩中間的一塊肉，分量極少。四面都有軟膠質，非常爽脆。
- 挽手腩：集坑腩和爽腩的優點於一身，味濃煙韌。
- 牛小腩：小牛的腹部。